# HIT Entertainment
HIT Entertainment Limited (thường được viết là HiT ) là một công ty giải trí của Anh-Mỹ được thành lập vào năm 1982 với tên Henson International Television , HIT sở hữu và phân phối các bộ phim truyền hình dành cho trẻ em như Thomas và những người bạn , Lính cứu hỏa Sam , Bob the Builder ,Chim cánh cụt ,Barney và những người bạn , và Angelina Ballerina . 
HIT Entertainment cùng 1 số công ty đối tác như NBCUniversal , PBS và Sesame Workshop thành lập ra  PBS Kids Sprout.
HIT Entertainment đã được Mattel năm 2012 ,vào ngày 31 tháng 3 năm 2016 HIT Entertainment được sáp nhập với Mattel đổi tên thành Mattel Creations . 

## Chú Thích
1. ↑  "HIT Entertainment". web.archive.org. ngày 15 tháng 8 năm 2002. Bản gốc lưu trữ ngày 15 tháng 8 năm 2002. Truy cập ngày 1 tháng 8 năm 2023.
2. ↑  "HIT Entertainment". web.archive.org. ngày 15 tháng 8 năm 2002. Bản gốc lưu trữ ngày 15 tháng 8 năm 2002. Truy cập ngày 1 tháng 8 năm 2023.
3. ↑  London, Tim Adler in (ngày 24 tháng 10 năm 2011). "Mattel Buys A $680M Ticket For Thomas The Tank Engine With HIT Entertainment Deal". Deadline (bằng tiếng Anh). Truy cập ngày 1 tháng 8 năm 2023.
4. ↑  Tartaglione, Nancy (ngày 31 tháng 3 năm 2016). "Mattel Creations Formed To Centralize Toy Giant's Theatrical, TV & Digital Content". Deadline (bằng tiếng Anh). Truy cập ngày 1 tháng 8 năm 2023.